# Pietro degli Ingannati

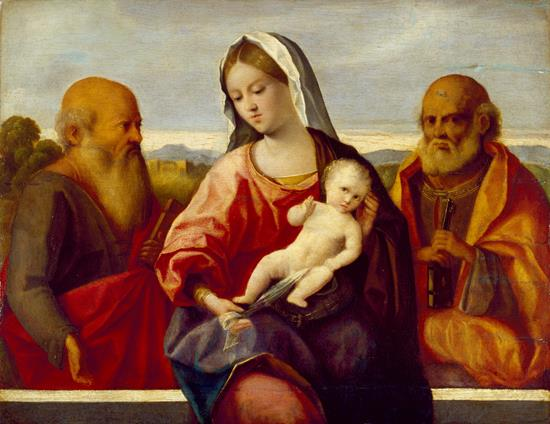
Madonna e Criança com os Santos Pedro e Paulo

Pietro degli Ingannati, também Pellegrino di Giovanni di Antonio, foi um pintor italiano da renascença atuante entre 1529–1548. Ficou conhecido por suas pinturas da Virgem com o menino e seus retratos.

## Biografia
Não se sabe as datas exatas de nascimento e morte de Ingannati Ele foi, provavelmente, nascido em Veneto. O artista passou a ser reconhecido há relativamente pouco tempo pois seu trabalho costumava ser confundido com os de Francesco Bissolo, artista cujas obras também possuíam influência de Giovanni Bellini.

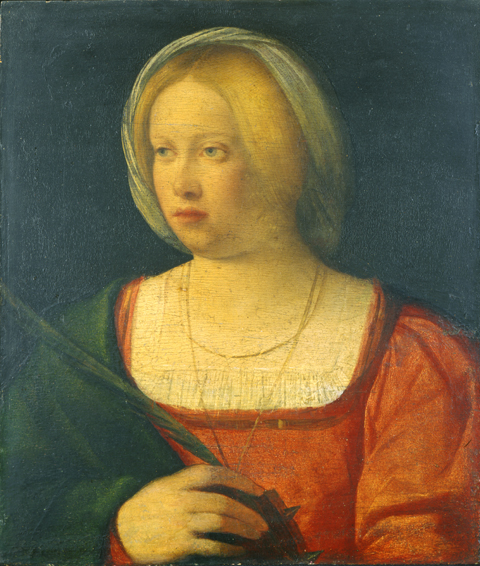
Jovem mulher vestida como Santa Catarina

Seus primeiros trabalhos mostram a influência de Giovanni Bellini, especialmente na composição, embora a sua esteja mais próximas de artistas como Lazzaro Bastiani, Marco Basaiti ou Benedetto Rusconi. Mais tarde, seu estilo tornou-se mais próximo da de Bellini e da de Vincenzo Catena, mostrando a influência das inovações introduzidas por Giorgione.
Ingannati voltou muitas vezes ao tema da Sacra Conversazione, que é uma representação da Virgem com o menino (a Virgem Maria com o menino Jesus), rodeado por um grupo de santos. Este tema era típico de pintores venezianos tendo sido popularizado por Ticiano. Ingannati realizou muitas representações deste tema incluindo padrões repetitivos, especialmente nas figuras.
Artistas como Ingannati e Rocco Marconi permaneceram ligados a um estilo arcaico que copiava a essência, mas não as inovações dos mais avançados mestres venezianos, como Francesco Vecellio ou Palma Vecchio, sem perder o bom gosto para o clássico de cores da escola Veneziana.

## Leitura complementar
- José Freedberg Sydney (1978). Pintura na Itália, 1500-1600. Editorial Cadeira, Madrid. ISBN 84-376-0153-3
- Irina Artemieva e Mario Guderzo, veneto Cinquecento. Pintures de l'Ermitage. Ed Skira / Mnac. (2001)
- O museu Thyssen-Bornemisza Coleção no Museu Nacional de Arte da Catalunha, catálogo (2004), ISBN 84-96233-15-4, pp. 94–97.